# Phyllophaga personata
Phyllophaga personata är en skalbaggsart som beskrevs av Chapin 1935. Phyllophaga personata ingår i släktet Phyllophaga och familjen Melolonthidae. Inga underarter finns listade i Catalogue of Life.